# Енбекши (Майский район)
Енбекши (каз. Еңбекші) — село в Майском районе Павлодарской области Казахстана. Входит в состав Майского сельского округа. Находится примерно в 79 км к юго-востоку от села Коктобе. Код КАТО — 555647200.

## Население
В 1999 году население села составляло 86 человек (50 мужчин и 36 женщин). По данным переписи 2009 года, в селе проживало 50 человек (26 мужчин и 24 женщины).